# 栗生みな
栗生 みな（くりゅう みな、1991年8月16日 - ）は、長野県出身の女優、歌手である。20代は主に舞台女優として活動する。2023年から「Cru」名義でアーティスト活動を本格的に開始し、ワーナーミュージック・ジャパン ADA Japanより、楽曲を配信する。過去には、グラビアアイドル、モデル、アイドル歌手の活動の経験あり。愛称は「くりゅ」。アイドル時代のキャッチコピーは「ぶたどる（舞台女優+アイドル）」。小諸高校出身。玉川大学卒業。2023年2月からフリーで活動中。

## 略歴
2011年
- 4月（19歳）、デビュー（当時「スウィートディレクション」所属）。きっかけは、原宿でのスカウト。初期の活動は撮影会等に出演し、グラビア活動を行う。
- 5月、アリスインプロジェクトの舞台『ももいろナースステーション』で初舞台に立ち、舞台女優としての人生をスタートさせる。
- 7月、劇団6番シードの舞台『ショートストーリーズ〜夏の片隅でみつけた6つの物語〜』に出演。その後、同劇団の舞台に何度か出演し、同劇団所属の切っ掛けとなる。

2012年
- 8月、青年漫画雑誌『漫画アクション』主催のミスコンテスト「ミスアクション2013」に参加し、撮影会やネット配信を中心に活動する。決勝へ進出し、ファイナリストとなる。

2013年
- 4月、劇団6番シードに入団。
- 6月、アクトアイドル「アリスインアリス（二期）」への加入を発表。7月6日（しほろっち夏祭り花火大会）よりユニットアイドル歌手として活動を開始する。
- 7月、G.P.Rへの事務所移籍を発表。

2014年
- 2月、くりゅプロジェクト発足。ソロでの歌手活動を開始する。歌全6曲制作+1ライブを行う。
- 3月、玉川大学を卒業。

2016年
- 4月、オッドエンタテインメントへの所属を発表。劇団6番シード、アリスインアリスの活動は今まで通り継続。
- 8月（25歳）、芸能活動5周年を記念して、自身がファンに感謝したい想いから、初のバースデーイベントを開催。自身初のオフィシャルファンクラブ「Mina Kuryu Official Fan Club『meteor』（ミーティア：「流れ星」という意味）」の発足を発表。加えて後藤紗亜弥との2人組ユニット「Peets!!」結成を発表。コーヒー好きから意気投合しユニットを結成した。同年11月4日に1st LIVEを開催。
- 9月、舞台『Life is Numbers』公演をもって、約3年半所属した劇団6番シードの退団を発表。
- 12月、初のオリジナルソロ曲「Colorless」（舞台『君死ニタマフ事ナカレ 零』テーマソング）で、有料音楽配信サイトから配信を開始する。事実上のソロ歌手デビューとなる。

2017年
- 2月、出演舞台の主題歌を主軸に、女優と並行してソロ歌手としての活動を本格的に開始する。
- 4月、栗生みなオリジナルバージョンの「Bouquet」ミュージックビデオが完成。
- 9月、ブログを個人管理だったアメーバブログから、事務所管理のオフィシャルブログへ移設。ファンクラブ会員限定のブログも発信する。

2018年
- 1月、自身初のCDアルバムを制作。過去約1年間で歌ってきた舞台や映画の主題歌・挿入歌を集めて、ファンクラブ会員の人気投票で選曲され、会員限定でプレゼントされた（非売品）。収録曲は新たにレコーディングし直して、配信限定シングルとは別バージョンとし、未音源曲も含まれる。
- 4月、自身初めて作詞・作曲した楽曲「或る唄」をシングルCDとして制作。映画『Dプロジェクト』シーナ編クリュウ編の上映イベントで限定100枚で販売された（完売）。
- 5月、舞台『家族のはなし』において、出身地である長野県でプロデビュー後初めての凱旋公演を果たす。昔からの夢であった信濃毎日新聞、長野放送（NBS）プライムニュース、朝日新聞デジタルなどの、地元の新聞やテレビ局から初めての取材を受ける。
- 8月（27歳）、自身がファンに感謝する「栗生月間」と称し、舞台2本に出演、バースデーイベントを開催すると共に、8月はmeteor会員に毎日メールマガジンの配信を行うなどハードスケジュールをこなす。
- 12月、オフィシャルファンクラブ『meteor』初のファンクラブイベント「meteorXmas」を開催。母親がデザイン・制作した衣装も披露した。

2019年
- 12月、年間の出演舞台数が過去最多の17公演となる。また、通算の出演舞台数が80公演に到達する。

2020年
- 2月、小学生時代に所属したタレント養成所の恩師にオファーを受け、舞台『百々眼（どどめ）〜カオス〜スパイラル〜』にヒロインとして出演。出身地である長野県で2度目の凱旋公演を果たす。
- 5月、配信アプリ「17 Live（イチナナ）」の認証ライバーとなり「くりゅ」名義で配信を始める。ライバー事務所「ONECARAT」に所属する。
- 6月、17Liveの音楽枠にて、自称「歌い続けるライバー」としてアーティスト活動を本格的に行う。ほぼ毎日ロング配信を行い、フォロワー数が配信開始から約2か月時点で約12万人、約3ヶ月時点で15万人にのぼる。
- 8月、自身の楽曲「卒業写真」から生まれた短編映画『Twilight』で映画初主演を務め、第15回札幌国際短編映画祭2020のジャパンプレミア部門に入選した。
- 9月、17LIVEのイベント「17ARTIST LIVE Supported by Zepp」にて総合ランキング1位を獲得し、「オンライン夏フェス シンガー部門」の大トリを務める。

2021年
- 5月、芸能デビュー10周年を迎える。また、毎朝配信を続けている17Liveにて1周年を迎え、記念の配信限定ライブを行う。同月、認証ライバーを卒業して非認証ライバーとなり、「栗生みな🧸💫kuryu 」に名前を変更する。

2022年
- 1月、自身初のプロデュース公演となる『Re:piod』（リピオド）PROJECTに企画から参加し、二人芝居とライブを融合させた第1弾公演を実現する。また、舞台の挿入歌である新曲3曲を発表する。
- 7月、skipシティ国際映画祭上映『世界の始まりはいつも君と』MIRAI PICTURES JAPAN製作、神品信市がプロデュースの作品に出演。舞台制作のアリスインプロジェクトの舞台『アリスインデッドリースクール』の映画化としてコロナ期間中に撮影。

2023年
- 1月、17LIVEのアカウント名を「栗生みな🧸💫Cru」に変更する。また、アーティスト名を「Cru」に変更する。
- 2月、2023年1月31日をもって、約7年間所属したオッドエンタテインメントを退所し、フリーランスとして活動を開始する。
- 8月、アーティスト「Cru」として初のワンマンライブを開催する。同時に、ファーストアルバム『御仕舞』をリリースする。
- 9月、ワーナーミュージック・ジャパン ADA Japanより、シングルアルバム「夏色のカケラ」の配信を開始する。

## 人物
- スリーサイズはB86(E) - W60 - H89。足のサイズは23.5 cm。チャームポイントは耳・えくぼ。性格は穏やか、努力家、負けず嫌い、天然。趣味はカラオケ、映画鑑賞、舞台鑑賞。特技は歌とルービックキューブ。得意なスポーツはバスケットボール。
- 好きな色は白と緑。好きなお菓子はビスコ。好きな食べ物は鶏のから揚げとアボカド。好きな飲み物はスターバックスのコーヒー。薔薇の香りが好き。
- 高校時代は音楽科に在学[13]。ピアノ専攻だった[1]。
- 愛猫はビビ（愛称：ビビたん）[29]とカツ（ビビの兄弟）。

## 出演

### 舞台
2011年
- アリスインプロジェクト&シアターKASSAI共同企画『ももいろナースステーション』（5月）- （ダブルキャスト・白組）小浜ゆかり 役
- 劇団6番シード summer festival『ショートストーリーズ〜夏の片隅でみつけた6つの物語〜』（7月 - 8月）
  - BLOG〜すっかりお馴染みの非日常〜 - レモンハート 役
  - Re：（アールイー） - 由果 役
  - オレンジ新撰組 - 雲雀（ひばり） 役

- ジャイアントキリング第11回公演演劇3区物語!『もんぞもんぞ』（9月） - マコ 役
- 劇団6番シード秋公演『ザ・ボイスアクター アニメーション編&オンライン編』（11月 - 12月）- 友田茜 役

2012年
- 劇団6番シード6ヶ月連続公演『ホテルニューパンプシャー206』（3月） - 富田里子 役
- ゴブレイシアター第1章（旗揚げ公演）『ミオとジュリとエット…』モンタギュー編（10月） - ミオ 役
- 劇団6番シード1ヶ月ロングラン公演『傭兵ども!砂漠を走れ！オアシス編』（11月 - 12月） - 少女ナミル 役

2013年
- K.B.S.Project act.13 超青春合唱コメディ『SING!』（6月） - 雄狩聖良（オスカルセイラ）役
- 劇団6番シード20周年記念公演『Call me Call you』（6月 - 7月） - 依田比るま 役
- 劇団6番シード『UDA☆MAP』第2回公演『アリゾナ☆侍☆ガールズ』（8月 - 9月） - 犬（ドックブレス・ワン） 役
- 青年座スタジオ公演No.116『テロリストは山手線に乗る』（11月） - 矢島美奈代 役
- 劇団6番シード20周年記念公演第二弾『Dear Friends』（11月 - 2014年1月） - 大船知李 役
- アリスインプロジェクト『デジタルホムンクルス』（12月） - イレブンス 役

2014年
- 劇団6番シード第57回公演『オレンジ新撰組リターンズ』（5月） - 牛山牛子 役
- アリスインプロジェクト×バンタムクラスステージ『Copyright.』（5月 - 6月1日、シアターKASSAI） - シュムエル 役
- しあわせな王子プロジェクト「音楽朗読劇『しあわせな王子』」（7月） - ツバメ 役
- シアターKASSAIプロデュース『6C×BCS〜夏のショートストーリーズ〜』（8月)
  - Aコース「Re:」 - 加奈 役
  - Bコース「ホームセンターズピリオド」 - 高倉麻綾（たかくらまあや） 役
  - Cコース「バスケットボールダイアリー」 - 八種寧々（はっしゅねね） 役
  - Dコース「マリッジディープ・ブルー」 - スーリー 役

- シアターKASSAIクジカン×キカク『7人の役者と1人の演出家』（9月） - ストーカー 役
- 劇団6番シード『UDA☆MAP』第3回公演『新宿☆アタッカーズ』（9月） - 芳乃 / 犬 役 （二役）
- 劇団6番シード第57回公演『メイツ！〜ブラウン管の向こうへ〜』（10月 - 11月） - メイ 役
- 劇団居酒屋ベースボール『人の類い、十二の亜種』卯コース『月の兎』（12月） - 小暮マイ 役（客演）
- アリスインプロジェクト『セブンフレンズセブンミニッツ/ セブンフレンズ セブンミニッツ』（12月） - 日替わりゲスト 竹内珠子 役

2015年
- ワイアールジャパン『隣人の奏でる和音』（2月） - 15日・日替わりゲスト 編集長 役
- えのもとぐりむproduce『ブリキの茶袱台』（2月） - Aチーム 初主演 三宅明日華 役
- 劇団6番シード第59回公演『ザ・ボイスアクター アニメーション編&オンライン編』（再演）（4月）- 友田茜 役
- SANETTY Produce『ロストマンブルース』（5月） - シェリー（朝倉冬子） 役
- 合同会社シザーブリッツ『永遠にムーン』（6月） - W主演・かぐや 役
- LIVEDOGプロデュース公演『壊れかけの恋唄』（7月） - 上原さとみ 役
- 劇団6番シード第60回公演『ふたりカオス 〜黄色いハンマーを持った女と花瓶を頭に乗せた男〜』（9月 - 10月）
  - 第1話「ウェディングプラン」 - カフェ店員 峰岸愛子 役
  - 第4話「指名の順番」 - 風俗嬢 マリン 役
  - 第5話「ラストゴング」 - ボクサー 伊草 役
  - 第3話「嘘つきのハンバーグステーキ（後半）」（シャッフル公演） - ホステス 水咲 役

- amiPro Produce『レンタル彼女』（10月 - 11月） - 広津桃子 役
- OIL AGE OSAKA+TOKYO 第2回公演『ミキシング・レディオ』（11月 - 12月） - 声の出演・真由美 役
- アリスインプロジェクト×企画演劇集団ボクラ団義『ハイスクールミレニアム2015』（12月） - 主演・高世真琴 役

2016年
- 劇団6番シード第61回公演『メイツ！〜ブラウン管の向こうへ〜2016』（1月） - メイ 役
- アリスインプロジェクト×ボブジャックシアター『陰陽よろず屋 開業中！』（2月） - （特別出演）根津史香 役
- amiproミュージカル『ふしぎ遊戯〜朱ノ章〜』（4月） - 少華 役（初客演ミュージカル出演）
- 一人芝居『長野伝承』（「○○伝承」〜NAGANOver.〜）（7月）
- 音楽朗読劇 『しあわせな王子 / マッチ売りの少女』（8月） - ツバメ 役 / マッチ売りの少女 役
- 劇団6番シード第62回公演『Life is Numbers』（9月） - カフェ定員・暮林三美（くればやしみつみ） 役
- LIVEDOGプロデュース公演『鬼斬 -the Powerful Performance-』（11月） - 義経 役
- 君死ニタマフ事ナカレ 零（12月） - ボタン（近接戦斗） 役

2017年
- d-contentsプロデュース公演『Re:call』（1月） - 桜（佐倉千枝里） 役
- ASSH第21回公演・旗揚げ15周年記念興行『SOUL FLOWER ver.2017』（2月） - ヒロイン・KEYCO（キーコ） / マッシロ 役
- LIVEDOGプロデュース公演『DOG’S』（3月 - 4月） - teamBONE ヒロイン・（ミニチュアプードル）メンフィス 役
- Southern’Xプロデュース公演vol.1『星空ハーモニー』（4月） - 主演・織原姫歌 役初の単独主演
- 第5回 SANETTY Produce『都落ちコンダクターの一振』（5月） - 久住未生 役（ピアノ演奏）
- ボクラ団義10年目公演第二弾 -Play Again-vol.7『サヨナラノ唄』（7月） - 鈴井亜美（2010年）・歌：アミミュ・アミュミュ 役
- ASSH 十五周年記念興行・第二弾『蒼海のティーダ 〜Truth〜 The Five God Chronicle・琉球編』（8月） - 人魚・ザン 役
- PRISM NANA PROJECT『まじかるすいーと プリズム・ナナ ザ・スターリーステージ』（9月） - 吠埜りいの（のっちょん部長） 役
- アリスインプロジェクト『アリスインデッドリースクール・ノクターン』（10月） - 高森朝代 役
- LIVEDOGプロデュース公演『鬼斬ZERO』（11月） - 義経 役
- ASSH 十五周年記念興行・第三弾『雷ヶ丘に雪が降る 〜The Five God Chronicle・雷神編〜』（12月） - 馬場初花 役

2018年
- アリスインプロジェクト2018年新春公演『ゼロヨンヨンの終電車 2018』（1月） - ゲスト出演・青島舞羽 役
- LIVEDOG GIRLS『レディ・ア・ゴーゴー!! 2018』（2月） - Team Macaron（チームリーダー）・渡辺日和 役
- ENG第七回公演『ロスト花婿』（3月） - ヒロイン（花嫁）・相良玖美那（くみな） 役
- Stage Project ILLUMINUS『家族のはなし』 - 三木元みさき 役
- オッドエンタテインメント Presents『Wake Up, Girls!〜青葉の軌跡〜』（6月） - Twinkle・アンナ 役
- LIVEDOGプロデュース公演『アルペンループ―ようこそ地獄へ、どうぞ苦しんで！』（7月） - W主演・横島サアヤ 役
- アリスインプロジェクト 2018年8月 1ヶ月連続（2週間×2本立）公演
  - アリスインデッドリースクール 楽園（8月） - 紅島弓矢 役
  - 最果ての星〜アリスインデッドリースクール外伝〜（8月 - 9月） - 友情出演・金属バットの女 役

- エアースタジオ 2018 アース製薬 presents「戦後73年を飛び越えて『MOTHER 〜特攻の母 鳥濱トメ物語〜』」（9月 - 11月） - 久保田喜美子 役
- 朝劇 西新宿『愛の回転式』（9月・10月） - マリー 役
- RINCO PRODUCE STAGE『リミット・オブ・タイムラグ』（10月） - 首藤くるみ 役
- Stage Project ILLUMINUS『花嫁は雨の旋律（再演）』（10月 - 11月） - ヒロイン（大人）・片山雨（ピアニスト・波崎雨） 役
- オッドエンタテインメント Presents『Stray Sheep Paradise』（12月） - ヒカリ･トレリス 役

2019年
- Stage Project ILLUMINUS『赤の女王』（1月） - エリザベート・バートリ（赤の女王） 役
- 朝劇 西新宿『愛の回転式』 - マリー 役
- 演劇集団イヌッコロ 第13回本公演『いえないアメイジングファミリー』（1月 - 2月） - カイリ 役
- Alexandrite Stage Produce『The Great Gatsby In Tokyo』（3月） - Whisperチーム ジョーダンベイカー 役
- 『SECW（School entrance ceremony wars）〜入学式戦争はモノガタリの始まり〜』（4月） - 6日 日替わりゲスト・婆校長 役
- A small theater of odd＃1『個室』（4月） - 自分 / オレ / ボク 役（3人芝居の3役を全公演にてシャッフル）
- 山下菜美子プロデュースvol.1 一人芝居『漂白剤』（5月）※予告編
- Stage Project ILLUMINUS『楽園の女王』（5月 - 6月） - イザベラ（エリザベート・バートリ） 役
- 江古田のガールズ 10周年記念特別公演・第2弾「渋い劇の祭『地獄』」（6月） - 早乙女R（早乙女麗子） 役
- オッドエンタテインメント「オッドフェスDX・Reading Story『Stray Sheep Paradise』〜EGO〜 〜IDO〜」（6月） - EGOのみ出演
- 古 -inishie-（7月 - 8月） - 主演・友村めぐみ 役
- オッドエンタテインメント Presents『Stray Sheep Paradise:em（ストレイシープパラダイス：エマ）』（8月） - ヒカリ･トレリス 役
- 劇団時間制作 第二十回公演『ほしい』（9月） - 長草あざみ 役
- アリスインプロジェクト2019年11月公演 『アリスインデッドリースクール コネクト』（11月） - 紅島弓矢 役
- PRISM NANA PROJECT『ナナステ☆SUITEVE STORY'S〜飛鳥と鳥かご〜』（11月） - 吠埜りいの（のっちょん部長） 役
- 朝劇 銀座『朝日に願え』（11月・12月） - 種田真由 役
- Stage Project ILLUMINUS『純血の女王』（12月） - エリザベート・バートリ 役

2020年
- 朝劇 銀座『朝日に願え』（1月） - 種田真由 役
- Stage Project ILLUMINUS『ダレンジャーズ2〜エンド・オブ・ウォー〜』（1月） - 神埼奈緒美 役
- NPO法人劇空間夢幻工房 創立20周年記念公演『百々眼〜カオス〜スパイラル』（2月） - ヒロイン・鏡華（きょうか） 役
- 三ツ星キッチン Original J-Musical『 Beats〜クマネズミの未来ミッション〜』（8月） - キース 役
- 劇団時間制作第二十二回本公演『迷子』（11月） - Aチーム 伊勢京子 役

2021年
- Stage Project ILLUMINUS『女王輪舞』（1月） - エリザベート・バートリ 役
- Stage Project ILLUMINUS「酔狂落語〜二〇二一春の陣〜」・演目『いざ』、『風が吹いたら』、『月が綺麗ですね』（3月・4月）
- YOSHITSUNE廻 製作委員会『YOSHITSUNE 廻』（5月） - 北条政子 役
- J-journey『Unknown』（12月） - 近藤椿 役

2022年
- 『Re:piod』（リピオド）PROJECT第1弾『私たちは学校に通っている』（1月） - 紅島弓矢 役
- NPO法人劇空間夢幻工房 PLANNING STAGE vol.17『星のない町ぼくの町〜ゴミ人間プペル奇譚〜』（3月） - 主演・ルビッチ 役
- 『Re:piod』（リピオド）PROJECT第2弾『また逢おう、あの空の下で』（7月） - 吠埜りいの 役
- 『Re:piod』（リピオド）PROJECT第3弾（7月）
  - ラスト・ブランク・ダイアリー（ゲキドルスピンオフ） - ケイホフスタッター 役
  - 聞こえぬセレナーデ（Stray Sheep Paradise） - ヒカリ･トレリス 役

- 朝倉薫演劇団ビートワードミュージカル『シーラカンスアピアランス』（9月 - 10月） - 主演・ケイト 役
- 朗読劇『みやがわら』（10月） - ボケ役 恵子 / ツッコミ役 なつか 役
- ツツシニウム『法螺噺 アオイトリ』（11月） - 主演・みちる 役

2023年
- ENG第17回公演『missing〜混血のハッシュタグ〜』（3月） - アンジェラ・ロッシュ 役

2024年
- 『テムとゴミの声』第2章〜また会えたなら〜（2月）

2025年
- 劇団壱劇屋 東京支部『WIREINSATS-ヴィアインザッツ-』（7月）

#### 出演舞台ディスコグラフィー
- 出演舞台 総作品数：96作品（再演でも別作品としてカウント。日替わりゲスト出演作品も含む。朝劇は年をまたいでも継続公演の場合は1作品としてカウント。）
- 出演舞台 総ステージ数：881ステージ
- 出演舞台 演じた総役数：94キャラクター（再演もしくは別作品でも、同一人物を演じた場合は、1キャラクターとしてカウント。）

| 公演名（出演順） | 公演名（出演順）                                      | 公演年月 | 公演年月   | 出 演 stage数 | 通 年 出演数      | 役名（配役順） | 役名（配役順）                               | 主演等              | 歌唱・演奏 した舞台 | 備考                                                              |
| ---------------- | ----------------------------------------------------- | -------- | ---------- | ------------- | ----------------- | -------------- | -------------------------------------------- | ------------------- | ------------------- | ----------------------------------------------------------------- |
| 1                | ももいろナースステーション                            | 2011年   | 5月        | 4             | 4 公演 49 stage   | 1              | 小浜ゆかり                                   | 初舞台              |                     | Wキャスト（白組）                                                 |
| 2                | ショートストーリーズ                                  | 2011年   | 7月        | 18            | 4 公演 49 stage   | （3役）        | （3役）                                      | 初シングル キャスト |                     | 初オムニバス公演                                                  |
| 2                | ・BLOG                                                | 2011年   | 7月        | 18            | 4 公演 49 stage   | 2              | レモンハート                                 | 初シングル キャスト |                     | 初オムニバス公演                                                  |
| 2                | ・Re：（アールイー）                                  | 2011年   | 7月        | 18            | 4 公演 49 stage   | 3              | 由果                                         | 初シングル キャスト |                     | 初オムニバス公演                                                  |
| 2                | ・オレンジ新撰組                                      | 2011年   | 7月        | 18            | 4 公演 49 stage   | 4              | 雲雀（ひばり）                               | 初シングル キャスト |                     | 初オムニバス公演                                                  |
| 3                | もんぞもんぞ                                          | 2011年   | 9月        | 7             | 4 公演 49 stage   | 5              | マコ                                         |                     |                     |                                                                   |
| 4                | ザ・ボイスアクター                                    | 2011年   | 11月       | 20            | 4 公演 49 stage   | 6              | 友田茜                                       |                     |                     | 東京公演 / 大阪公演                                               |
| 5                | ホテルニューパンプシャー206                           | 2012年   | 3月        | 8             | 3 公演 32 stage   | 7              | 富田里子                                     |                     |                     |                                                                   |
| 6                | ミオとジュリとエット…                                 | 2012年   | 10月       | 7             | 3 公演 32 stage   | 8              | ミオ                                         | 初ヒロイン          |                     | Wキャスト （モンタギュー編）                                      |
| 7                | 傭兵ども!砂漠を走れ!                                  | 2012年   | 11月       | 17            | 3 公演 32 stage   | 9              | 少女ナミル                                   |                     |                     | Wキャスト（オアシス編）                                           |
| 8                | SING!                                                 | 2013年   | 6月        | 12            | 6 公演 70 stage   | 10             | 雄狩聖良                                     |                     |                     | 東京公演 / 大阪公演                                               |
| 9                | Call me Call you                                      | 2013年   | 6月        | 10            | 6 公演 70 stage   | 11             | 依田比るま                                   |                     |                     | 劇団員としての初舞台                                              |
| 10               | アリゾナ☆侍☆ガールズ                                  | 2013年   | 8月        | 10            | 6 公演 70 stage   | 12             | 犬（ドックブレス・ワン）                     |                     |                     |                                                                   |
| 11               | テロリストは山手線に乗る                              | 2013年   | 11月       | 8             | 6 公演 70 stage   | 13             | 矢島美奈代                                   |                     |                     |                                                                   |
| 12               | Dear Friends                                          | 2013年   | 11月       | 20            | 6 公演 70 stage   | 14             | 大船知李                                     |                     |                     | 東京公演 / 大阪公演                                               |
| 13               | デジタルホムンクルス                                  | 2013年   | 12月       | 10            | 6 公演 70 stage   | 15             | イレブンス                                   |                     |                     | アリスインアリス                                                  |
| 14               | オレンジ新撰組リターンズ                              | 2014年   | 5月        | 17            | 9 公演 87 stage   | 16             | 牛山牛子                                     |                     |                     |                                                                   |
| 15               | Copyright.                                            | 2014年   | 5月        | 8             | 9 公演 87 stage   | 17             | シュムエル                                   |                     |                     |                                                                   |
| 16               | 音楽朗読劇『しあわせな王子』                          | 2014年   | 7月        | 4             | 9 公演 87 stage   | 18             | ツバメ                                       |                     | 初の劇中歌唱        | 初の朗読劇                                                        |
| 17               | 夏のショートストーリーズ                              | 2014年   | 8月        | 22            | 9 公演 87 stage   | （4役）        | （4役）                                      |                     |                     | オムニバス                                                        |
| 17               | ・Re：（アールイー）                                  | 2014年   | 8月        | 22            | 9 公演 87 stage   | 19             | 加奈                                         |                     |                     | オムニバス                                                        |
| 17               | ・ホームセンターズピリオド                            | 2014年   | 8月        | 22            | 9 公演 87 stage   | 20             | 高倉麻綾                                     |                     |                     | オムニバス                                                        |
| 17               | ・バスケットボールダイアリーズ                        | 2014年   | 8月        | 22            | 9 公演 87 stage   | 21             | 八種寧々                                     |                     |                     | オムニバス                                                        |
| 17               | ・マリッジディープ・ブルー                            | 2014年   | 8月        | 22            | 9 公演 87 stage   | 22             | スーリー                                     |                     |                     | オムニバス                                                        |
| 18               | 7人の役者と1人の演出家                                | 2014年   | 9月        | 1             | 9 公演 87 stage   | 23             | ストーカー                                   |                     |                     |                                                                   |
| 19               | 新宿☆アタッカーズ                                     | 2014年   | 9月        | 9             | 9 公演 87 stage   | （2役）        | （2役）                                      |                     |                     | オムニバス                                                        |
| 19               | 新宿☆アタッカーズ                                     | 2014年   | 9月        | 9             | 9 公演 87 stage   | 24             | 芳乃                                         |                     |                     | オムニバス                                                        |
| 19               | 新宿☆アタッカーズ                                     | 2014年   | 9月        | 9             | 9 公演 87 stage   | ―              | 犬（2回目）                                  |                     |                     | オムニバス                                                        |
| 20               | メイツ！〜ブラウン管の向こうへ〜                      | 2014年   | 10月       | 20            | 9 公演 87 stage   | 25             | メイ                                         |                     | 劇中歌唱            | 初ミュージカル                                                    |
| 21               | 人の類い、十二の亜種『月の兎』                        | 2014年   | 12月       | 5             | 9 公演 87 stage   | 26             | 小暮マイ                                     | 初の客演            |                     |                                                                   |
| 22               | セブンフレンズ セブンミニッツ                         | 2014年   | 12月       | 1             | 9 公演 87 stage   | 27             | 竹内珠子                                     | 日替りゲスト        |                     |                                                                   |
| 23               | 隣人の奏でる和音                                      | 2015年   | 2月        | 2             | 10 公演 99 stage  | 28             | 編集長                                       | 日替りゲスト        |                     | 初のアドリブ芝居                                                  |
| 24               | ブリキの茶袱台                                        | 2015年   | 2月        | 4             | 10 公演 99 stage  | 29             | 三宅明日華                                   | 初主演              |                     | トリプルキャスト （Aチーム）                                      |
| 25               | ザ・ボイスアクター（再演）                            | 2015年   | 4月        | 10            | 10 公演 99 stage  | ―              | 友田茜（2回目）                              |                     |                     | 初の再演                                                          |
| 26               | ロストマンブルース                                    | 2015年   | 5月        | 10            | 10 公演 99 stage  | 30             | シェリー（朝倉冬子）                         |                     | 劇中歌唱            |                                                                   |
| 27               | 永遠にムーン                                          | 2015年   | 6月        | 10            | 10 公演 99 stage  | 31             | かぐや                                       | 初W主演             |                     |                                                                   |
| 28               | 壊れかけの恋唄                                        | 2015年   | 7月        | 11            | 10 公演 99 stage  | 32             | 上原さとみ                                   | ヒロイン            | 初ピアノ演奏        |                                                                   |
| 29               | ふたりカオス                                          | 2015年   | 9月        | 18            | 10 公演 99 stage  | （4役）        | （4役）                                      |                     |                     | オムニバス                                                        |
| 29               | ・ウェディングプラン                                  | 2015年   | 9月        | 18            | 10 公演 99 stage  | 33             | 峰岸愛子                                     |                     |                     | オムニバス                                                        |
| 29               | ・指名の順番                                          | 2015年   | 9月        | 18            | 10 公演 99 stage  | 34             | マリン                                       |                     |                     | オムニバス                                                        |
| 29               | ・ラストゴング                                        | 2015年   | 9月        | 18            | 10 公演 99 stage  | 35             | 伊草                                         |                     |                     | オムニバス                                                        |
| 29               | ・嘘つきのハンバーグステーキ                          | 2015年   | 9月        | 18            | 10 公演 99 stage  | 36             | 水咲                                         |                     |                     | オムニバス                                                        |
| 30               | レンタル彼女                                          | 2015年   | 10月       | 10            | 10 公演 99 stage  | 37             | 広津桃子                                     |                     |                     |                                                                   |
| 31               | ミキシング・レディオ                                  | 2015年   | 11月       | 16            | 10 公演 99 stage  | 38             | 真由美                                       | 声の出演            |                     | 東京公演 / 大阪公演                                               |
| 32               | ハイスクールミレニアム2015                            | 2015年   | 12月       | 8             | 10 公演 99 stage  | 39             | 高世真琴                                     | W主演               |                     |                                                                   |
| 33               | メイツ！ 〜ブラウン管の向こうへ〜2016                 | 2016年   | 1月        | 8             | 8 公演 63 stage   | ―              | メイ（2回目）                                |                     | 劇中歌唱            | 再演                                                              |
| 34               | 陰陽よろず屋 開業中！                                 | 2016年   | 2月        | 8             | 8 公演 63 stage   | 40             | 根津史香                                     | 初の特別出演        |                     |                                                                   |
| 35               | ふしぎ遊戯〜朱ノ章〜                                  | 2016年   | 4月        | 15            | 8 公演 63 stage   | 41             | 少華                                         |                     | 劇中歌唱            | 初の2.5次元ミュージカル                                           |
| 36               | 一人芝居『長野伝承』                                  | 2016年   | 7月        | 1             | 8 公演 63 stage   | 42             | 語り部                                       | 初の一人芝居        |                     | 初の自主企画                                                      |
| 37               | 音楽朗読劇                                            | 2016年   | 8月        | 4             | 8 公演 63 stage   | （2役）        | （2役）                                      |                     | 劇中歌唱            | 朗読劇                                                            |
| 37               | ・しあわせな王子                                      | 2016年   | 8月        | 4             | 8 公演 63 stage   | ―              | ツバメ（2回目）                              |                     | 劇中歌唱            | 朗読劇                                                            |
| 37               | ・マッチ売りの少女                                    | 2016年   | 8月        | 4             | 8 公演 63 stage   | 43             | マッチ売りの少女                             |                     | 劇中歌唱            | 朗読劇                                                            |
| 38               | Life is Numbers                                       | 2016年   | 9月        | 9             | 8 公演 63 stage   | 44             | 暮林三美                                     |                     |                     | 劇団員としての最後の舞台                                          |
| 39               | 鬼斬-the Powerful Performance-                        | 2016年   | 11月       | 9             | 8 公演 63 stage   | 45             | 義経                                         |                     |                     |                                                                   |
| 40               | 君死二タマフ事ナカレ 零                               | 2016年   | 12月       | 9             | 8 公演 63 stage   | 46             | ボタン                                       |                     | 初テーマ歌唱        |                                                                   |
| 41               | Re:call                                               | 2017年   | 1月        | 7             | 11 公演 103 stage | 47             | 桜（佐倉千枝里）                             |                     |                     |                                                                   |
| 42               | SOUL FLOWER ver.2017                                  | 2017年   | 2月        | 9             | 11 公演 103 stage | 48             | キーコ/マッシロ                              | ヒロイン            | テーマ歌唱          |                                                                   |
| 43               | DOG’S                                                 | 2017年   | 3月        | 9             | 11 公演 103 stage | 49             | メンフィス                                   | ヒロイン            | 劇中歌唱            | Wキャスト（teamBONE）                                             |
| 44               | 星空ハーモニー                                        | 2017年   | 4月        | 10            | 11 公演 103 stage | 50             | 織原姫歌                                     | 初の単独主演 初座長 | 初の劇中合唱        | 演じた役数50役目                                                  |
| 45               | 都落ちコンダクターの一振                              | 2017年   | 5月        | 9             | 11 公演 103 stage | 51             | 久住未生                                     |                     | ピアノ演奏          | 前座ライブ（歌・ピアノ）                                          |
| 46               | サヨナラノ唄                                          | 2017年   | 7月        | 15            | 11 公演 103 stage | 52             | 鈴井亜美（アミミュ・アミュミュ）             |                     | 劇中歌唱            |                                                                   |
| 47               | 蒼海のティーダ                                        | 2017年   | 8月        | 9             | 11 公演 103 stage | 53             | ザン                                         | ヒロイン            | テーマ歌唱          |                                                                   |
| 48               | まじかるすいーとプリズム・ナナ ザ・スターリーステージ | 2017年   | 9月        | 8             | 11 公演 103 stage | 54             | 吠埜りいの （のっちょん部長）                |                     | 劇中歌唱            |                                                                   |
| 49               | アリスインデッドリースクール ・ノクターン             | 2017年   | 10月       | 10            | 11 公演 103 stage | 55             | 高森朝代                                     |                     |                     |                                                                   |
| 50               | 鬼斬ZERO                                              | 2017年   | 11月       | 9             | 11 公演 103 stage | ―              | 義経（2回目）                                |                     |                     | 出演舞台50作品目                                                  |
| 51               | 雷ヶ丘に雪が降る                                      | 2017年   | 12月       | 8             | 11 公演 103 stage | 56             | 馬場初花                                     | ヒロイン            | テーマ歌唱          |                                                                   |
| 52               | ゼロヨンヨンの終電車 2018                             | 2018年   | 1月        | 4             | 13 公演 131 stage | 57             | 青島舞羽                                     | ゲスト出演          |                     |                                                                   |
| 53               | レディ・ア・ゴーゴー！！ 2018                         | 2018年   | 2月        | 8             | 13 公演 131 stage | 58             | 渡辺日和                                     | チームリーダー      |                     | Wキャスト （Team Macaron）                                        |
| 54               | ロスト花婿                                            | 2018年   | 3月        | 15            | 13 公演 131 stage | 59             | 相良玖美那                                   | ヒロイン            | ピアノ演奏          | 初のあて書き、 ウェディングドレス衣装                             |
| 55               | 家族のはなし                                          | 2018年   | 5月        | 8             | 13 公演 131 stage | 60             | 三木元みさき                                 | ヒロイン            |                     | 初の出身地凱旋公演、 東京公演 / 長野公演、 ウェディングドレス衣装 |
| 56               | Wake Up, Girls! 〜青葉の軌跡〜                        | 2018年   | 6月        | 8             | 13 公演 131 stage | 61             | アンナ                                       |                     | 劇中歌唱            |                                                                   |
| 57               | アルペンループ                                        | 2018年   | 7月        | 11            | 13 公演 131 stage | 62             | 横島サアヤ                                   | W主演               |                     |                                                                   |
| 58               | アリスインデッドリースクール ・楽園                   | 2018年   | 8月        | 16            | 13 公演 131 stage | 63             | 紅島弓矢                                     |                     |                     |                                                                   |
| 59               | アリスインデッドリースクール外伝 ・最果ての星         | 2018年   | 8月        | 16            | 13 公演 131 stage | ―              | 金属バットの女 （紅島弓矢）（2回目）         | 初の友情出演        | テーマ歌唱          |                                                                   |
| 60               | MOTHER 〜特攻の母 鳥濱トメ物語〜                      | 2018年   | 9月 11月   | 12            | 13 公演 131 stage | 64             | 久保田喜美子                                 |                     |                     | 東京公演 / 仙台公演 / 福島公演 / 会津公演                         |
| 61               | 朝劇 西新宿『愛の回転式』                             | 2018年   | 9月 10月   | 3             | 13 公演 131 stage | 65             | マリー                                       |                     | 劇中歌唱            | 初のカフェ公演出演                                                |
| 62               | リミット・オブ・タイムラグ                            | 2018年   | 10月       | 14            | 13 公演 131 stage | 66             | 首藤くるみ                                   |                     |                     |                                                                   |
| 63               | 花嫁は雨の旋律（再演）                                | 2018年   | 11月       | 8             | 13 公演 131 stage | 67             | 片山雨                                       | ヒロイン            | ピアノ演奏          |                                                                   |
| 64               | Stray Sheep Paradise                                  | 2018年   | 12月       | 8             | 13 公演 131 stage | 68             | ヒカリ･トレリス                              |                     |                     |                                                                   |
| 65               | 赤の女王                                              | 2019年   | 1月        | 10            | 17 公演 148 stage | 69             | エリザベート・バートリ                       |                     | 劇中歌唱            |                                                                   |
| ―                | 朝劇 西新宿『愛の回転式』                             | 2019年   | 1月〜 12月 | 12            | 17 公演 148 stage | ―              | マリー                                       |                     | 劇中歌唱            | 前年からの継続公演                                                |
| 66               | いえないアメイジングファミリー                        | 2019年   | 2月        | 16            | 17 公演 148 stage | 70             | カイリ                                       |                     |                     |                                                                   |
| 67               | The Great Gatsby In Tokyo                             | 2019年   | 3月        | 10            | 17 公演 148 stage | 71             | ジョーダンベイカー                           |                     |                     | Wキャスト （Whisperチーム）                                       |
| 68               | SECW                                                  | 2019年   | 4月        | 1             | 17 公演 148 stage | 72             | 婆校長                                       | 日替りゲスト        |                     |                                                                   |
| 69               | 個室                                                  | 2019年   | 4月        | 9             | 17 公演 148 stage | （3役）        | （3役）                                      |                     |                     |                                                                   |
| 69               | 個室                                                  | 2019年   | 4月        | 9             | 17 公演 148 stage | 73             | 自分                                         |                     |                     |                                                                   |
| 69               | 個室                                                  | 2019年   | 4月        | 9             | 17 公演 148 stage | 74             | オレ                                         |                     |                     |                                                                   |
| 69               | 個室                                                  | 2019年   | 4月        | 9             | 17 公演 148 stage | 75             | ボク                                         |                     |                     |                                                                   |
| 70               | 漂白剤                                                | 2019年   | 5月        | 6             | 17 公演 148 stage | 76             | （役名不詳）                                 | 一人芝居            |                     |                                                                   |
| 71               | 楽園の女王                                            | 2019年   | 5月        | 10            | 17 公演 148 stage | ―              | イザベラ（2回目） （エリザベート・バートリ） |                     |                     |                                                                   |
| 72               | 渋い劇の祭『地獄』                                    | 2019年   | 6月        | 4             | 17 公演 148 stage | 77             | 早乙女R（麗子）                              |                     |                     |                                                                   |
| 73               | 朗読劇『Stray Sheep Paradise』                        | 2019年   | 6月        | 2             | 17 公演 148 stage | ―              | ヒカリ･トレリス（2回目）                     |                     |                     | 〜EGO〜のみ出演                                                   |
| 74               | 古 -inishie-                                          | 2019年   | 7月        | 17            | 17 公演 148 stage | 78             | 友村めぐみ                                   |                     |                     |                                                                   |
| 75               | Stray Sheep Paradise:em                               | 2019年   | 8月        | 7             | 17 公演 148 stage | ―              | ヒカリ･トレリス（3回目）                     |                     |                     |                                                                   |
| 76               | ほしい                                                | 2019年   | 9月        | 16            | 17 公演 148 stage | 79             | 長草あざみ                                   |                     |                     |                                                                   |
| 77               | アリスインデッドリースクール ・コネクト               | 2019年   | 11月       | 7             | 17 公演 148 stage | ―              | 紅島弓矢（3回目）                            |                     |                     |                                                                   |
| 78               | ナナステ☆SUITEVE STORY'S 〜飛鳥と鳥かご〜             | 2019年   | 11月       | 9             | 17 公演 148 stage | ―              | 吠埜りいの（2回目） （のっちょん部長）       | W主演               | 劇中歌唱            |                                                                   |
| 79               | 朝劇 銀座『朝日に願え』                               | 2019年   | 11月 12月  | 4             | 17 公演 148 stage | 80             | 種田真由                                     |                     | 劇中歌唱            | 演じた役数80役目                                                  |
| 80               | 純血の女王                                            | 2019年   | 12月       | 8             | 17 公演 148 stage | ―              | エリザベート・バートリ （3回目）             |                     | 劇中歌唱            | 出演舞台80作品目                                                  |
| ―                | 朝劇 銀座『朝日に願え』                               | 2020 年  | 1月        | 3             | 6 公演 35 stage   | ―              | 種田真由                                     |                     |                     |                                                                   |
| 81               | ダレンジャーズ2                                       | 2020 年  | 1月        | 10            | 6 公演 35 stage   | 81             | 神埼奈緒美                                   | 初の代役            |                     |                                                                   |
| 82               | 百々眼                                                | 2020 年  | 2月        | 3             | 6 公演 35 stage   | 82             | 鏡華                                         | ヒロイン            |                     | 長野凱旋公演                                                      |
| 83               | 星降る街                                              | 2020 年  | 7月        | 4             | 6 公演 35 stage   | 83             | 真央                                         |                     |                     |                                                                   |
| 84               | Beats                                                 | 2020 年  | 8月        | 8             | 6 公演 35 stage   | 84             | キース                                       |                     |                     | 初の本格ミュージカル                                              |
| 85               | 迷子                                                  | 2020 年  | 11月       | 7             | 6 公演 35 stage   | 85             | 伊勢京子                                     |                     |                     | Wキャスト（Aチーム）                                              |
| 86               | 女王輪舞                                              | 2021年   | 1月        | 8             | 4 公演 32 stage   | ―              | エリザベート・バートリ （4回目）             |                     |                     |                                                                   |
| 87               | 酔狂落語                                              | 2021年   | 3月        | 6             | 4 公演 32 stage   | 86             | 落語家                                       |                     |                     |                                                                   |
| 88               | YOSHITSUNE 廻                                         | 2021年   | 5月        | 9             | 4 公演 32 stage   | 87             | 北条政子                                     |                     |                     |                                                                   |
| 89               | Unknown                                               | 2021年   | 12月       | 9             | 4 公演 32 stage   | 88             | 近藤椿                                       | 二人芝居            |                     |                                                                   |
| 90               | 私たちは学校に通っている                              | 2022年   | 1月        | 3             | 7 公演 35 stage   | ―              | 紅島弓矢（4回目）                            | 二人芝居            | 舞台×ライブ         | 初のプロデュース公演                                              |
| 91               | 星のない町ぼくの町〜ゴミ人間プペル奇譚〜              | 2022年   | 3月        | 3             | 7 公演 35 stage   | 89             | ルビッチ                                     | 主演                |                     | 長野凱旋公演                                                      |
| 92               | また逢おう、あの空の下で                              | 2022年   | 7月        | 3             | 7 公演 35 stage   | ―              | 吠埜りいの（3回目）                          | 二人芝居            | 舞台×ライブ         | プロデュース公演                                                  |
| 93               | ラスト・ブランク・ダイアリー                          | 2022年   | 7月        | 3             | 7 公演 35 stage   | 90             | ケイホフスタッター                           |                     | 舞台×ライブ         | プロデュース公演                                                  |
| 93               | 聞こえぬセレナーデ                                    | 2022年   | 7月        | 3             | 7 公演 35 stage   | ―              | ヒカリ･トレリス（4回目）                     |                     | 舞台×ライブ         | プロデュース公演                                                  |
| 94               | シーラカンスアピアランス                              | 2022年   | 9月        | 10            | 7 公演 35 stage   | 91             | ケイト                                       | 主演                |                     |                                                                   |
| 95               | みやがわら                                            | 2022年   | 10月       | 2             | 7 公演 35 stage   | 92             | ボケ役 恵子                                  | 二人芝居            |                     | 朗読劇                                                            |
| 95               | みやがわら                                            | 2022年   | 10月       | 2             | 7 公演 35 stage   | 93             | ツッコミ役 なつか                            | 二人芝居            |                     | 朗読劇                                                            |
| 96               | 法螺噺 アオイトリ                                     | 2022年   | 11月       | 8             | 7 公演 35 stage   | 94             | みちる                                       | 主演                |                     |                                                                   |

### テレビ
- 人生が変わる1分間の深イイ話「三行ラブレター」（2011年6月、日本テレビ）

### 映画
- A LITTLE WORLD（2011年8月）
- 6BANCEED × ProjectYAMAKEN『Dプロジェクト』（2016年） - クリュウ 役
- クロノゲイザー -時空の結び目-（2017年） - キョウコ 役
- アリスインデッドリースクール・アジタート（2017年） - 高森朝代 役[139][140][141]
- 短編映画『Twilight』（2020年）[23] 第15回札幌国際短編映画祭2020 ジャパンプレミア部門入選作品
- 世界の始まりはいつも君と（2022年7月） - 紅島弓矢役（舞台『アリスインデッドリースクール』の映画化）

### アニメ（声優）
- アリスインプロジェクト『アリスインデッドリースクール・コンチェルト』（舞台キャストアフレコ版）（2017年10月） - 高森朝代、榊原カオル 役（2役）[注釈 1]
- ゲキドル 第10話・第12話（2021年） - 安藤響子 役[142]

### ネット配信
- オチまで言ったらごめんなさい! 週刊映画ナビゲーター（2011年11月） - レギュラーMC[143]
- Fluffy!!!!!!!!『栗生みなです！』（2015年10月 - 2017年、SHOWROOM）[注釈 2]
- オッドチャンネル（2017年2月 - 2020年5月、SHOWROOM）[注釈 3]
- くりゅーむ@栗生みな🧸💫Cru（2020年5月12日 - 、17LIVE）[注釈 4]
- De-LIGHT 朗読劇『星降る街』（2020年7月、OPENREC.tv） - 真央 役

### ネットドラマ
- ドラマ喫茶AOMURA『5minドラマ 7Days contact 〜兄妹編〜（全7話）』（2020年7月 - 8月） - 有本奏 役

### グラビア活動
- fresh!撮影会（2011年 - 2014年）
  - フォトセッション（2011年）[注釈 5]
  - 野外大撮影会（2011年）[146]
  - ソロ撮影会（2011年）[注釈 6]
  - ミスアクション2013（2012年8月 - 2013年3月）※ファイナリスト[148][149]
  - ソロ撮影会（2014年5月・6月）
  - プレミアム撮影会（2014年7月）
- フォトジェニックジャパンコンテスト2011「チャリティ撮影会（予選）」（2011年5月）[150]
- ハートフル撮影会（2015年）
  - 個人撮影会（3月）※初個人撮影会
  - バースデー個人撮影会（8月）

### PV
- 日本一かっこいい劇団PV・劇団6番シード「Dプロジェクト[151]」（2015年4月） - 天使の歌声を持つ謎の女 栗生みな 役[152]

### ミュージックビデオ
- Bouquet（2017年4月18日、オッドエンタテインメント）[153][注釈 7]
- 【Disney】アラジン A Whole New World 柏野昌俊 and 栗生みな（2017年7月15日） - [154]

### イベント出演
- 劇団6番シード番外公演「6C幕の内弁当（仮）」（2016年5月） - C日程：栗生みなの生ライブスペシャル[155]
- 6BANCEED × ProjectYAMAKEN『Dプロジェクト』第一弾『トウドウ編・ツチヤ警部編』上映会（2016年8月）[156][157]
- 劇団6番シード『Life is Numbers』上映会（2016年12月） - ゲスト出演
- PKPエンターテイメント『PKP祭り2017〜手と手をつないで〜』（2017年2月） - 第2部ゲスト出演[注釈 8]
- 6BANCEED × ProjectYAMAKEN 『Dプロジェクト』第二弾『UDA編・ヒグチ君編』上映会（2017年2月）[158][159]
- PKPエンターテイメント「PKP祭り vol.3」（2017年5月） - ゲスト出演
- オッドエンタテインメント「オッドフェスVol.1」（2017年6月）
  - セットリスト（1.HA・NA・TA・BA、2.Awakening、3.Colorless、4.Bouquet）
- 6BANCEED × ProjectYAMAKEN『Dプロジェクト』第三弾『オザワ総理編』上映会（2017年8月）[160][161]
- PKPエンターテイメント「PKP祭り vol.5」（2017年10月） - 第2部ゲスト出演
  - セットリスト（1.HA･NA･TA･BA、2.千年海唄、3.卒業写真shortver.）
- 高橋明日香30歳バースデーイベント「あすぴーの三十路もアリでしょう」（2017年10月） - ゲスト出演[注釈 9]
- オッドエンタテインメント「オッドフェスVol.2」（2018年1月）[注釈 10]
- 6BANCEED × ProjectYAMAKEN『Dプロジェクト』最終章『シーナ編・クリュウ編』上映会（2018年3月 - 4月）[162][163]
- RINCO PRODUCE STAGE『リミット・オブ・タイムラグ 一般公開制作発表』（2018年8月）
- オフィシャルファンクラブ『meteor』初のファンクラブイベント「meteorXmas」（2018年12月）[注釈 11]
- session vol.2（俳優達によるアドリブ即興劇やゲームなどを行うイベント）（2019年2月） - 第2部、第3部のみ出演
- オッドエンタテインメント「オッドフェスDX・オッドフェスvol.3」（2019年6月）

### ライブ

#### ソロ歌手活動
- PRINCESS☆STAGE Vol.12 1st Anniversary（2011年6月）
- 鹿鳴館presents「music power I doll 25」（2014年7月）
- 音楽制作チーム「くりゅプロジェクト」（栗生みな〈うた〉、タケシズ本田〈楽曲プロデュース/ドラム〉、中川瑞葉〈ピアノ〉、megu〈企画プロデュース〉）（2014年2月）※中止
- 声楽コンサート「My Favorite Songs in 大泉学園」（2016年6月16日、ゆめりあホール） - ゲスト出演[注釈 12]
- 栗生みな 25歳 バースデーイベント『KURYU MINA BIRTHDAY LIVE 2016』（2016年8月）[注釈 13]
- emma pre.「emma & mina kuryu emotional live」（2018年4月） - 初のミニライブ出演

| No. | 曲名                          | 備考                                            |
| --- | ----------------------------- | ----------------------------------------------- |
| 01  | 千年海唄                      | ※関連作品等は「歌唱楽曲リスト」参照             |
| 02  | HA・NA・TA・BA                | ※関連作品等は「歌唱楽曲リスト」参照             |
| 03  | 雪ト蕾ノ終ワリニ              | ※関連作品等は「歌唱楽曲リスト」参照             |
| -   | MC                            | ※関連作品等は「歌唱楽曲リスト」参照             |
| 04  | Stay with のすたるじぃ        | ※関連作品等は「歌唱楽曲リスト」参照             |
| 05  | Colorless                     | ※関連作品等は「歌唱楽曲リスト」参照             |
| 06  | 発明と少女                    | 舞台『レディ・ア・ゴーゴー！！2018』 劇中歌より |
| 07  | レディ&ゴー                   | 舞台『レディ・ア・ゴーゴー！！2018』 劇中歌より |
| 08  | Bouquet                       | ※関連作品等は「歌唱楽曲リスト」参照             |
| -   | MC                            | ※関連作品等は「歌唱楽曲リスト」参照             |
| 09  | Awakening                     | ※関連作品等は「歌唱楽曲リスト」参照             |
| -   | MC                            | ※関連作品等は「歌唱楽曲リスト」参照             |
| 10  | 卒業写真 〜Privilege vision〜 | ※関連作品等は「歌唱楽曲リスト」参照             |

- 栗生みな 27歳 バースデーイベント「栗生みな生誕祭2018」（2018年8月）[164][注釈 14]

| 【第1部】 ACTRESS LIVE | 【第1部】 ACTRESS LIVE        | 【第1部】 ACTRESS LIVE                                                  |
| No.                    | 曲名                          | 備考（関連作品等は「歌唱楽曲リスト」参照）                              |
| ---------------------- | ----------------------------- | ----------------------------------------------------------------------- |
| 01                     | 世界の始まりはいつも君と 2018 | 舞台『アリスインデッドリースクール 楽園』 主題歌より                    |
| 02                     | 卒業写真 2017                 |                                                                         |
| 03                     | 最果ての星                    |                                                                         |
| 04                     | 天に咲く花                    | 舞台『雷ケ丘に雪が降る』OPテーマより                                    |
| 05                     | 雪ト蕾ノ終ワリニ              |                                                                         |
| 06                     | 星空メモリアル                |                                                                         |
| 07                     | 夢と希望のトロイエ            |                                                                         |
| 08                     | 星空ハーモニー                | 舞台『まじかるすいーと プリズム・ナナザ・スターリーステージ』挿入歌より |
| 09                     | 蒼海のティーダ                |                                                                         |
| 10                     | 千年海唄                      |                                                                         |
| 11                     | HA・NA・TA・BA                |                                                                         |
| 12                     | Bouquet                       |                                                                         |
| 【第1部】 ENCORE       |                               |                                                                         |
| 13                     | Colorless                     |                                                                         |
| 14                     | Awakening                     |                                                                         |
| 【第2部】 ARTIST LIVE  |                               |                                                                         |
| No.                    | 曲名                          | 備考（関連作品等は「歌唱楽曲リスト」参照）                              |
| 01                     | Awakening                     |                                                                         |
| 02                     | HA・NA・TA・BA                |                                                                         |
| 03                     | Joke,Joker,Jokest             | 舞台『SOUL FLOWER ver.2017』挿入歌より                                  |
| 04                     | ナイトランディング            |                                                                         |
| 05                     | Colorless                     |                                                                         |
| 06                     | 星空ハーモニー                | 前出                                                                    |
| 07                     | Stay with のすたるじぃ        |                                                                         |
| 08                     | 星空メモリアル                |                                                                         |
| 09                     | ロストマンブルース            |                                                                         |
| 10                     | 夢と希望のトロイエ            |                                                                         |
| 11                     | 雪ト蕾ノ終ワリニ              |                                                                         |
| 12                     | 卒業写真                      |                                                                         |
| 13                     | 千年海唄                      |                                                                         |
| 【第2部】 ENCORE       |                               |                                                                         |
| 14                     | ひとよの夢                    |                                                                         |
| 15                     | Bouquet                       |                                                                         |

- アーラェ・アンゲリーライブ「Rainbow Fes 9th」（2022年5月）

#### ユニット歌手活動
- 玉川大学所属アカペラバンド「Carol Clown」（ゆーじ にきとし くりゅー みゆか まゆみ おしぇい）（2011年4月 - 2014年3月）
- tg4-（「seven's nine four」の略。t→7、g→9に字体を当てはめている。）（2012年9月 - 12月）
- アクトアイドル「アリスインアリス（二期）」（2013年7月 - 2016年11月）[165]
- 2人組ユニット「Peets!!」（栗生みな、後藤紗亜弥）（2016年 - 2017年）
  - 【Peets!!踊ってみた】 栗生みな×後藤紗亜弥 「恋ダンス」、「素敵なホリディ」
  - 「Peets!!」1st.LIVE（2016年11月）[166]
  - 「Peets!!」2nd.LIVE（2017年3月）
- 2人組ユニット「Twinkle」（アンナ役：栗生みな、カリーナ役：舞川みやこ）（2018年6月）[注釈 15]

## 作品

### DVD/Blu-ray
| No. | ジャンル | 作品名                                                       | 役名                             | 発売年 | 発売元                             | 商品番号   | 備考                       |
| --- | -------- | ------------------------------------------------------------ | -------------------------------- | ------ | ---------------------------------- | ---------- | -------------------------- |
| 01  | 舞台     | ザ・ボイスアクター アニメーション編&オンライン編             | 友田茜                           | 2012年 | 劇団6番シード                      |            | 予告編                     |
| 02  | 舞台     | ホテルニューパンプシャー206                                  | 富田里子                         | 2012年 | 劇団6番シード                      |            |                            |
| 03  | 舞台     | Call me Call you                                             | 依田比るま                       | 2013年 | 劇団6番シード                      |            |                            |
| 04  | 舞台     | オレンジ新撰組リターンズ                                     | 牛山牛子                         | 2014年 | 劇団6番シード                      |            |                            |
| 05  | 舞台     | 人の類い、十二の亜種 卯コース『月の兎』                      | 小暮マイ                         | 2015年 | 劇団居酒屋ベースボール             |            |                            |
| 06  | 舞台     | ブリキの茶袱台                                               | 三宅明日華                       | 2015年 |                                    |            |                            |
| 07  | 舞台     | ザ・ボイスアクター アニメーション編&オンライン編（再演）     | 友田茜                           | 2015年 | 劇団6番シード                      |            |                            |
| 08  | PV       | 日本一かっこいい劇団PV『劇団6番シード』                      | 栗生みな                         | 2015年 | 劇団6番シード                      |            |                            |
| 09  | 舞台     | ロストマンブルース                                           | シェリー（朝倉冬子）             | 2015年 |                                    |            |                            |
| 10  | 舞台     | 壊れかけの恋唄                                               | 上原さとみ                       | 2015年 | LIVEDOG                            | LDDV-002   |                            |
| 11  | 舞台     | ふたりカオス〜黄色いハンマーを持った女と花瓶を頭に乗せた男〜 | 峰岸愛子・ マリン・伊草          | 2015年 | 劇団6番シード                      |            |                            |
| 12  | 舞台     | レンタル彼女                                                 | 広津桃子                         | 2015年 | amipro                             |            |                            |
| 13  | 舞台     | ミキシング・レディオ                                         | 声・真由美                       | 2016年 | 劇団6番シード                      |            |                            |
| 14  | 舞台     | メイツ！〜ブラウン管の向こうへ〜2016                         | メイ                             | 2016年 | 劇団6番シード                      |            |                            |
| 15  | 舞台     | ミュージカル ふしぎ遊戯〜朱ノ章〜                            | 少華                             | 2016年 | amipro                             |            |                            |
| 16  | 映画     | Dプロジェクト 第1弾 〜トウドウ編・ツチヤ警部編〜             | クリュウ                         | 2016年 | プロジェクトヤマケン 劇団6番シード |            | 予告編                     |
| 17  | 舞台     | 鬼斬 -the Powerful Performance-                              | 義経                             | 2016年 | LIVEDOG                            | LDDV-005   | オープニング               |
| 18  | 舞台     | 君死二タマフ事ナカレ 零                                      | ボタン                           | 2016年 | オッドエンタテインメント           | ODDV-003   |                            |
| 19  | 舞台     | Re:call                                                      | 桜 （佐倉千枝里）                | 2017年 |                                    |            |                            |
| 20  | 映画     | Dプロジェクト 第2弾 〜UDA編・ヒグチ君編〜                    | クリュウ                         | 2017年 | プロジェクトヤマケン 劇団6番シード |            | 予告編                     |
| 21  | 舞台     | SOUL FLOWER ver.2017                                         | KEYCO（マッシロ）                | 2017年 | オッドエンタテインメント           | ODDV-005   |                            |
| 22  | 舞台     | DOG’S（teamBONE）                                            | メンフィス                       | 2017年 | LIVEDOG                            | LDDV-006]  |                            |
| 23  | 舞台     | 星空ハーモニー                                               | 織原姫歌                         | 2017年 |                                    |            |                            |
| 24  | 舞台     | 都落ちコンダクターの一振                                     | 久住未生                         | 2017年 | SANETTY                            |            |                            |
| 25  | 舞台     | サヨナラノ唄                                                 | アミミュ・アミュミュ（鈴井亜美） | 2017年 | ボクラ団義                         |            |                            |
| 26  | 舞台     | 蒼海のティーダ 〜Truth〜 The Five God Chronicle・琉球編      | ザン                             | 2017年 | オッドエンタテインメント           | ODDV-008   | オープニング               |
| 27  | 映画     | Dプロジェクト 第3弾 〜オザワ総理編〜                         | クリュウ                         | 2017年 | プロジェクトヤマケン 劇団6番シード |            | 予告編                     |
| 28  | 舞台     | まじかるすいーとプリズム・ナナ ザ・スターリーステージ        | 吠埜りいの （のっちょん）        | 2017年 | オッドエンタテインメント           | ODDV-009   | ゲネプロ                   |
| 29  | 舞台     | 鬼斬ZERO                                                     | 義経                             | 2017年 | LIVEDOG                            | LDDV-010   | オープニング               |
| 30  | 舞台     | 雷ヶ丘に雪が降る The Five God Chronicle・雷神編              | 馬場初花                         | 2017年 | オッドエンタテインメント           | ODDV-011   | オープニング               |
| 31  | 映画     | Dプロジェクト 第4弾 〜シーナ編・クリュウ編〜                 | クリュウ                         | 2018年 | プロジェクトヤマケン 劇団6番シード |            | 予告編                     |
| 32  | 映画     | アリスインデッドリースクール・アジタート                     | 高森朝代                         | 2018年 | アリスインプロジェクト             |            | 予告編                     |
| 33  | 舞台     | レディ・ア・ゴーゴー!!2018                                   | 渡辺日和                         | 2018年 | LIVEDOG                            | LDDV-011   | オープニング               |
| 34  | 舞台     | ロスト花婿                                                   | 相良玖美那                       | 2018年 | ENG                                |            | ENG第七回公演 オープニング |
| 35  | 舞台     | Wake Up, Girls! 〜青葉の軌跡〜                               | Twinkle アンナ                   | 2018年 | オッドエンタテインメント           | ODBD-001   |                            |
| 36  | 舞台     | MOTHER 〜特攻の母 鳥濱トメ物語〜                             | 久保田喜美子                     | 2019年 | エアースタジオ                     |            |                            |
| 37  | 舞台     | リミット・オブ・タイムラグ                                   | 首藤くるみ                       | 2019年 | RINCO                              |            | トレーラー                 |
| 38  | 舞台     | Stray Sheep Paradise                                         | ヒカリ･トレリス                  | 2019年 | オッドエンタテインメント           | ODBD-002   | 予告編                     |
| 39  | 舞台     | 赤の女王（チームARK・チームCOFFIN）                          | エリザベート                     | 2019年 | ILLUMINUS                          | DVD        | トレーラー                 |
| 40  | 舞台     | いえないアメイジングファミリー                               | カイリ                           | 2019年 | 演劇集団イヌッコロ                 |            |                            |
| 41  | 舞台     | The Great Gatsby In Tokyo                                    | ジョーダンベイカー               | 2019年 |                                    |            |                            |
| 42  | 舞台     | 楽園の女王                                                   | イザベラ                         | 2019年 | ILLUMINUS                          | DVD        | オープニング               |
| 43  | 朗読劇   | Stray Sheep Paradise 〜EGO〜                                 | ヒカリ･トレリス                  | 2020年 | オッドエンタテインメント           | ODBD-005   |                            |
| 44  | 舞台     | Stray Sheep Paradise:em                                      | ヒカリ･トレリス                  | 2020年 | オッドエンタテインメント           | ODBD-006   | 予告編                     |
| 45  | 舞台     | ほしい                                                       | 長草あざみ                       | 2020年 | 劇団時間制作                       |            |                            |
| 46  | 舞台     | ナナステ☆SUITEVE STORY'S 〜飛鳥と鳥かご〜                    | 吠埜りいの （のっちょん）        | 2020年 | オッドエンタテインメント           | ODBD-007   | オープニング               |
| 47  | 舞台     | ダレンジャーズ2〜エンド・オブ・ウォー〜                      | 神埼奈緒美                       | 2020年 | ILLUMINUS                          | DVD        | 予告編                     |
| 48  | 舞台     | 百々眼〜カオス〜スパイラル                                   | 鏡華                             | 2020年 | 劇空間夢幻工房                     | MUGEN-2002 |                            |
| 49  | アニメ   | 『ゲキドル』Blu-ray Disc BOX                                 | 安藤響子                         | 2021年 | ゲキドル製作委員会                 | VTZF-105   |                            |
| 49  | 映像     | 特典CD『ゲキドル SONG COLLECTION』 ・「卒業写真」            | ー                               | 2021年 | ゲキドル製作委員会                 | VTZF-105   | CM                         |

### 配信限定オリジナル曲
| No.  | 曲名                             | 関連作品                                                                  | 配信日         | 備考                 |
| ---- | -------------------------------- | ------------------------------------------------------------------------- | -------------- | -------------------- |
| 1st  | Colorless                        | 舞台『君死ニタマフ事ナカレ 零』テーマ                                     | 2016年12月10日 | オッドミュージック   |
| 2nd  | HA・NA・TA・BA                   | 舞台『SOUL FLOWER ver.2017』テーマ                                        | 2017年02月14日 | オッドミュージック   |
| 3rd  | Bouquet                          | 舞台『SOUL FLOWER ver.2017』テーマ                                        | 2017年02月14日 | オッドミュージック   |
| 4th  | Awakening                        | 舞台『SILENT MOBIUS』テーマ                                               | 2017年03月28日 | オッドミュージック   |
| 5th  | ロストマンブルース               | 舞台『ロストマンブルース』挿入歌                                          | 2017年04月08日 | 2017 Mina Kuryu      |
| 6th  | 千年海唄                         | 舞台『蒼海のティーダ』テーマ                                              | 2017年08月02日 | オッドミュージック   |
| 6th  | 千年海唄（Stage Edition）        | 舞台『蒼海のティーダ』テーマ                                              | 2017年08月10日 | オッドミュージック   |
| 7th  | 雪ト蕾ノ終ワリニ                 | 舞台『雷ヶ丘に雪が降る』テーマ                                            | 2017年12月14日 | オッドミュージック   |
| 7th  | 雪ト蕾ノ終ワリニ (Stage Edition) | 舞台『雷ヶ丘に雪が降る』テーマ                                            | 2017年12月20日 | オッドミュージック   |
| 8th  | ひとよの夢                       | 舞台『鬼切丸伝〜源平鬼絵巻〜』テーマ （オリジナルサウンドトラックに収録） | 2018年06月20日 | オッドミュージック   |
| 9th  | 最果ての星                       | 舞台『アリスインデッドリースクール外伝 最果ての星』テーマ                 | 2018年08月30日 | オッドミュージック   |
| 10th | 卒業写真                         | OVA『アリスインデッドリースクール』エンディングテーマ                     | 2021年03月03日 | Victor Entertainment |

| No. | タイトル                       | トラック | 収録曲           | 関連作品                              | 配信日         | 備考               |
| --- | ------------------------------ | -------- | ---------------- | ------------------------------------- | -------------- | ------------------ |
| 1st | ODD.FEST vol.1 Live Collection | 01       | HA・NA・TA・BA   | 舞台『SOUL FLOWER ver.2017』テーマ    | 2017年06月27日 | オッドミュージック |
| 1st | ODD.FEST vol.1 Live Collection | 03       | Awakening        | 舞台『SILENT MOBIUS』テーマ           | 2017年06月27日 | オッドミュージック |
| 1st | ODD.FEST vol.1 Live Collection | 06       | Colorless        | 舞台『君死ニタマフ事ナカレ 零』テーマ | 2017年06月27日 | オッドミュージック |
| 1st | ODD.FEST vol.1 Live Collection | 08       | Bouquet          | 舞台『SOUL FLOWER ver.2017』テーマ    | 2017年06月27日 | オッドミュージック |
| 2nd | ODD.FEST vol.2 Live Collection | 01       | Bouquet          | 舞台『SOUL FLOWER ver.2017』テーマ    | 2018年01月23日 | オッドミュージック |
| 2nd | ODD.FEST vol.2 Live Collection | 04       | HA・NA・TA・BA   | 舞台『SOUL FLOWER ver.2017』テーマ    | 2018年01月23日 | オッドミュージック |
| 2nd | ODD.FEST vol.2 Live Collection | 06       | Awakening        | 舞台『SILENT MOBIUS』テーマ           | 2018年01月23日 | オッドミュージック |
| 2nd | ODD.FEST vol.2 Live Collection | 08       | 雪ト蕾ノ終ワリニ | 舞台『雷ヶ丘に雪が降る』テーマ        | 2018年01月23日 | オッドミュージック |
| 2nd | ODD.FEST vol.2 Live Collection | 09       | 千年海唄         | 舞台『蒼海のティーダ』テーマ          | 2018年01月23日 | オッドミュージック |

- MERMAID LIVE ハイドラ-30 楽曲全集[171]

### CDアルバム
| No. | タイトル                      | トラック | 収録曲                              | 関連作品                                                            | 発売日                                                          | 備考                                                                |
| --- | ----------------------------- | -------- | ----------------------------------- | ------------------------------------------------------------------- | --------------------------------------------------------------- | ------------------------------------------------------------------- |
| 1st | meteor shower 1st.            | 01       | Bouquet                             | 舞台『SOUL FLOWER ver.2017』テーマ                                  | 2018年1月5日                                                    | オッドミュージック（非売品）                                        |
| 1st | meteor shower 1st.            | 02       | ナイトライディング                  | 舞台『サヨナラノ唄』劇中歌                                          | 2018年1月5日                                                    | オッドミュージック（非売品）                                        |
| 1st | meteor shower 1st.            | 03       | Awakening (privilege edition)       | 舞台『SILENT MOBIUS』テーマ                                         | 2018年1月5日                                                    | オッドミュージック（非売品）                                        |
| 1st | meteor shower 1st.            | 04       | Stay with のすたるじぃ              | 映画『クロノゲイザー -時空の結び目-』テーマ                         | 2018年1月5日                                                    | オッドミュージック（非売品）                                        |
| 1st | meteor shower 1st.            | 05       | CANDY MY LOVE                       | 舞台『DOG’S』劇中歌                                                 | 2018年1月5日                                                    | オッドミュージック（非売品）                                        |
| 1st | meteor shower 1st.            | 06       | Colorless                           | 舞台『君死ニタマフ事ナカレ 零』テーマ                               | 2018年1月5日                                                    | オッドミュージック（非売品）                                        |
| 1st | meteor shower 1st.            | 07       | 星空メモリアル (stage edition)      | 舞台『まじかるすいーとプリズム・ナナ ザ・スターリーステージ』テーマ | 2018年1月5日                                                    | オッドミュージック（非売品）                                        |
| 1st | meteor shower 1st.            | 08       | 夢と希望のトロイエ (stage edition)  | 舞台『まじかるすいーとプリズム・ナナ ザ・スターリーステージ』テーマ | 2018年1月5日                                                    | オッドミュージック（非売品）                                        |
| 1st | meteor shower 1st.            | 09       | HA・NA・TA・BA (privilege edition)  | 舞台『SOUL FLOWER ver.2017』テーマ                                  | 2018年1月5日                                                    | オッドミュージック（非売品）                                        |
| 1st | meteor shower 1st.            | 10       | 千年海唄                            | 舞台『蒼海のティーダ』テーマ                                        | 2018年1月5日                                                    | オッドミュージック（非売品）                                        |
| 1st | meteor shower 1st.            | 11       | 雪ト蕾ノ終ワリニ                    | 舞台『雷ヶ丘に雪が降る』テーマ                                      | 2018年1月5日                                                    | オッドミュージック（非売品）                                        |
| 1st | meteor shower 1st.            | 12       | 卒業写真 (privilege edition)        | OVA『デッドリースクール・コンチェルト』 テーマ                      | 2018年1月5日                                                    | オッドミュージック（非売品）                                        |
| 2nd | マモリマモラレ                | 1        | 千年海唄                            | 舞台『蒼海のティーダ』テーマ                                        | 2022年1月27日                                                   | オッドエンタテインメント （17 LIVEにて アーミー限定販売） ※販売終了 |
| 2nd | マモリマモラレ                | 2        | 世界のミカタ                        |                                                                     | 2022年1月27日                                                   | オッドエンタテインメント （17 LIVEにて アーミー限定販売） ※販売終了 |
| 2nd | マモリマモラレ                | 3        | HA・NA・TA・BA                      | 舞台『SOUL FLOWER ver.2017』テーマ                                  | 2022年1月27日                                                   | オッドエンタテインメント （17 LIVEにて アーミー限定販売） ※販売終了 |
| 2nd | マモリマモラレ                | 4        | 最果ての星                          | 舞台『アリスインデッドリースクール外伝 最果ての星』テーマ           | 2022年1月27日                                                   | オッドエンタテインメント （17 LIVEにて アーミー限定販売） ※販売終了 |
| 2nd | マモリマモラレ                | 5        | 星空メモリアル                      | 舞台『まじかるすいーとプリズム・ナナ ザ・スターリーステージ』テーマ | 2022年1月27日                                                   | オッドエンタテインメント （17 LIVEにて アーミー限定販売） ※販売終了 |
| 2nd | マモリマモラレ                | 6        | 電波の国へ                          |                                                                     | 2022年1月27日                                                   | オッドエンタテインメント （17 LIVEにて アーミー限定販売） ※販売終了 |
| 2nd | マモリマモラレ                | 7        | 昇龍乱舞                            | 『MERMAID LIVE ハイドラ-30 楽曲全集』収録                           | 2022年1月27日                                                   | オッドエンタテインメント （17 LIVEにて アーミー限定販売） ※販売終了 |
| 2nd | マモリマモラレ                | 8        | The Dragon                          | 『MERMAID LIVE ハイドラ-30 楽曲全集』収録                           | 2022年1月27日                                                   | オッドエンタテインメント （17 LIVEにて アーミー限定販売） ※販売終了 |
| 2nd | マモリマモラレ                | 9        | Spell                               |                                                                     | 2022年1月27日                                                   | オッドエンタテインメント （17 LIVEにて アーミー限定販売） ※販売終了 |
| 2nd | マモリマモラレ                | 10       | 約束の詩                            | 『MERMAID LIVE ハイドラ-30 楽曲全集』収録                           | 2022年1月27日                                                   | オッドエンタテインメント （17 LIVEにて アーミー限定販売） ※販売終了 |
| 2nd | マモリマモラレ                | 11       | 深空色の風にのせて                  |                                                                     | 2022年1月27日                                                   | オッドエンタテインメント （17 LIVEにて アーミー限定販売） ※販売終了 |
| 2nd | マモリマモラレ                | 12       | 卒業写真                            | OVA『デッドリースクール・コンチェルト』テーマ                       | 2022年1月27日                                                   | オッドエンタテインメント （17 LIVEにて アーミー限定販売） ※販売終了 |
| 2nd | マモリマモラレ                | 13       | ヒカリ                              |                                                                     | 2022年1月27日                                                   | オッドエンタテインメント （17 LIVEにて アーミー限定販売） ※販売終了 |
| 3rd | Re:piod CDアルバム｢Re member｣ | 1        | 青春Struggle                        |                                                                     | 2022年10月20日 （アーミー先行販売） 2022年11月16日 （一般販売） | オッドエンタテインメント                                            |
| 3rd | Re:piod CDアルバム｢Re member｣ | 2        | 深空色の風にのせて (nightfall ver.) |                                                                     | 2022年10月20日 （アーミー先行販売） 2022年11月16日 （一般販売） | オッドエンタテインメント                                            |
| 3rd | Re:piod CDアルバム｢Re member｣ | 3        | Iris                                |                                                                     | 2022年10月20日 （アーミー先行販売） 2022年11月16日 （一般販売） | オッドエンタテインメント                                            |
| 3rd | Re:piod CDアルバム｢Re member｣ | 4        | 卒業写真                            |                                                                     | 2022年10月20日 （アーミー先行販売） 2022年11月16日 （一般販売） | オッドエンタテインメント                                            |
| 3rd | Re:piod CDアルバム｢Re member｣ | 5        | 雫                                  |                                                                     | 2022年10月20日 （アーミー先行販売） 2022年11月16日 （一般販売） | オッドエンタテインメント                                            |
| 3rd | Re:piod CDアルバム｢Re member｣ | 6        | 夢と希望のトロイエ                  |                                                                     | 2022年10月20日 （アーミー先行販売） 2022年11月16日 （一般販売） | オッドエンタテインメント                                            |
| 3rd | Re:piod CDアルバム｢Re member｣ | 7        | 誰かを想うコンティヌオ              |                                                                     | 2022年10月20日 （アーミー先行販売） 2022年11月16日 （一般販売） | オッドエンタテインメント                                            |
| 3rd | Re:piod CDアルバム｢Re member｣ | 8        | 聞こえぬセレナーデ                  |                                                                     | 2022年10月20日 （アーミー先行販売） 2022年11月16日 （一般販売） | オッドエンタテインメント                                            |
| 3rd | Re:piod CDアルバム｢Re member｣ | 9        | Ephemeral                           |                                                                     | 2022年10月20日 （アーミー先行販売） 2022年11月16日 （一般販売） | オッドエンタテインメント                                            |
| 3rd | Re:piod CDアルバム｢Re member｣ | 10       | 流れ星 -the ensemble-               |                                                                     | 2022年10月20日 （アーミー先行販売） 2022年11月16日 （一般販売） | オッドエンタテインメント                                            |
| 3rd | Re:piod CDアルバム｢Re member｣ | 11       | 時の翼 -the ensemble-               |                                                                     | 2022年10月20日 （アーミー先行販売） 2022年11月16日 （一般販売） | オッドエンタテインメント                                            |
| 3rd | Re:piod CDアルバム｢Re member｣ | 12       | 深空色の風にのせて                  |                                                                     | 2022年10月20日 （アーミー先行販売） 2022年11月16日 （一般販売） | オッドエンタテインメント                                            |

### CDシングル
| No. | タイトル | トラック         | 収録曲                        | 収録曲                            | 発売日        | 備考 |
| --- | -------- | ---------------- | ----------------------------- | --------------------------------- | ------------- | --- |
| 1st | 或る唄   | 01               | 『或る唄』フルバージョン      | 作詞・作曲：栗生みな 歌：クリュウ | 2018年3月30日 | 劇団6番シード・プロジェクトヤマケン 映画『Dプロジェクト』シーナ編クリュウ編 上映イベントにて販売。限定100枚（完売） |
| 1st | 或る唄   | 02               | 『或る唄』劇中バージョン      | 作詞・作曲：栗生みな 歌：クリュウ | 2018年3月30日 | 劇団6番シード・プロジェクトヤマケン 映画『Dプロジェクト』シーナ編クリュウ編 上映イベントにて販売。限定100枚（完売） |
| 1st | 或る唄   | ボーナストラック | 『Dプロジェクト』メインテーマ | 作曲：Ryota Hori                  | 2018年3月30日 | 劇団6番シード・プロジェクトヤマケン 映画『Dプロジェクト』シーナ編クリュウ編 上映イベントにて販売。限定100枚（完売） |

### 歌唱楽曲リスト
主に、舞台・映画・アニメ等の作品の中で、テーマソングや劇中歌として歌った楽曲。音源が”有り”の楽曲は「作品」の項を参照のこと。
| No. | 曲名                   | 関連作品                                                                   | 年月       | 音源   | 備考                                  |
| --- | ---------------------- | -------------------------------------------------------------------------- | ---------- | ------ | ------------------------------------- |
| 01  | しあわせな王子         | 音楽朗読劇『しあわせな王子』劇中歌                                         | 2014年07月 | 無し   |                                       |
| 02  | ロストマンブルース     | 舞台『ロストマンブルース』劇中歌                                           | 2015年05月 | 有り   |                                       |
| 03  | メイツ                 | 舞台『メイツ！〜ブラウン管の向こうへ〜』劇中歌                             | 2016年01月 | 物販CD |                                       |
| 04  | Colorless              | 舞台『君死ニタマフ事ナカレ 零』テーマソング                                | 2016年12月 | 有り   |                                       |
| 05  | HA・NA・TA・BA         | 舞台『SOUL FLOWER ver.2017』テーマソング                                   | 2017年02月 | 有り   |                                       |
| 06  | Bouquet                | 舞台『SOUL FLOWER ver.2017』エンディング                                   | 2017年02月 | 有り   |                                       |
| 07  | Awakening              | 舞台『SILENT MOBIUS』テーマソング                                          | 2017年03月 | 有り   | 舞台出演無し                          |
| 08  | CANDY MY LOVE          | 舞台『DOG’S』劇中歌                                                        | 2017年03月 | 無し   |                                       |
| 09  | ナイトライディング     | 舞台『サヨナラノ唄』劇中歌                                                 | 2017年07月 | 無し   | 歌：アミミュ・アミュミュ              |
| 10  | 千年海唄               | 舞台『蒼海のティーダ』テーマソング                                         | 2017年08月 | 有り   |                                       |
| 11  | stay with のすたるじぃ | 映画『クロノゲイザー -時空の結び目-』テーマソング                          | 2017年08月 | 無し   |                                       |
| 12  | 星空メモリアル         | 舞台『まじかるすいーと プリズム・ナナ ザ・スターリーステージ』テーマソング | 2017年09月 | 無し   |                                       |
| 13  | 夢と希望のトロイエ     | 舞台『まじかるすいーと プリズム・ナナ ザ・スターリーステージ』テーマソング | 2017年09月 | 無し   |                                       |
| 14  | 卒業写真               | OVA『アリスインデッドリースクール・コンチェルト』エンディングテーマ        | 2017年10月 | 有り   |                                       |
| 15  | 雪ト蕾ノ終ワリニ       | 舞台『雷ヶ丘に雪が降る』エンディングテーマ                                 | 2017年12月 | 有り   |                                       |
| 16  | 或る唄                 | 映画『Dプロジェクト』劇中歌                                                | 2018年04月 | 物販CD | 作詞・作曲：栗生みな 歌：クリュウ     |
| 17  | ツキノエニシ           | 舞台『刻め、我ガ肌ニ君ノ息吹ヲ〜THE ORIGIN〜』テーマソング                 | 2018年04月 | 物販CD | 舞台出演無し サウンドトラック内に収録 |
| 18  | ひとよの夢             | 舞台『鬼切丸伝〜源平鬼絵巻〜再演』エンディング                             | 2018年06月 | 有り   | 舞台出演無し                          |
| 19  | 最果ての星             | 舞台『アリスインデッドリースクール外伝 最果ての星』テーマソング            | 2018年08月 | 有り   |                                       |
| 20  | 昇龍乱舞               | 『MERMAID LIVE ハイドラ-30 楽曲全集』収録                                  | 2020年05月 | 有り   |                                       |
| 21  | The Eight Tails        | 『MERMAID LIVE ハイドラ-30 楽曲全集』収録                                  | 2020年05月 | 有り   |                                       |
| 22  | 約束の詩               | 『MERMAID LIVE ハイドラ-30 楽曲全集』収録                                  | 2020年05月 | 有り   | 複数メンバーでの合唱                  |
| 23  | The Dragon             | 『MERMAID LIVE ハイドラ-30 楽曲全集』収録                                  | 2020年05月 | 有り   |                                       |
| 24  | following time         | 舞台『ナナステ☆SUITEVE STORY'S〜起源・永遠の願い〜』                       | ー         | 無し   | 舞台公演は中止                        |
| 25  | 愛の歌                 | 舞台『ナナステ☆SUITEVE STORY'S〜起源・永遠の願い〜』                       | ー         | 無し   | 舞台公演は中止                        |

## アーティスト活動（「Cru」名義）
歌は物語だをモットーに、歌の世界観に寄り添い、聴き手の物語にも寄り添い歌うアーティスト。

### 出演（ライブ）
- Cru 1st ワンマンライブ「Croire」（2023年8月）[注釈 16]
- イナズマロックフェス2023 風神ステージ（2023年10月）[173]

### 作品
| No. | タイトル     | トラック | 収録曲                   | 発売日        | 備考                              |
| --- | ------------ | -------- | ------------------------ | ------------- | --------------------------------- |
| 1st | 君と見る物語 | 01       | 夢物語 feat. S.dragon-Er | 2023年7月15日 | MLE Music shop （限定販売） ※完売 |
| 1st | 君と見る物語 | 02       | 別物語 feat. Cru         | 2023年7月15日 | MLE Music shop （限定販売） ※完売 |
| 1st | 君と見る物語 | 03       | ヒカリ                   | 2023年7月15日 | MLE Music shop （限定販売） ※完売 |

| No. | タイトル | トラック | 収録曲                                               | 発売日        | 備考           |
| --- | -------- | -------- | ---------------------------------------------------- | ------------- | -------------- |
| 1st | 御仕舞   | 01       | ヒカリ                                               | 2023年8月16日 | MLE Music shop |
| 1st | 御仕舞   | 02       | Spell                                                | 2023年8月16日 | MLE Music shop |
| 1st | 御仕舞   | 03       | my sister?                                           | 2023年8月16日 | MLE Music shop |
| 1st | 御仕舞   | 04       | LOST                                                 | 2023年8月16日 | MLE Music shop |
| 1st | 御仕舞   | 05       | 朽壊                                                 | 2023年8月16日 | MLE Music shop |
| 1st | 御仕舞   | 06       | 輪廻の轍                                             | 2023年8月16日 | MLE Music shop |
| 1st | 御仕舞   | 07       | 夢物語 feat.S.Dragon-Er                              | 2023年8月16日 | MLE Music shop |
| 1st | 御仕舞   | 08       | 双方向モジュレーション feat.鈴木啓(HIGH BONE MUSCLE) | 2023年8月16日 | MLE Music shop |
| 1st | 御仕舞   | 09       | 過去への四季報                                       | 2023年8月16日 | MLE Music shop |
| 1st | 御仕舞   | 10       | 未来への神話                                         | 2023年8月16日 | MLE Music shop |
| 1st | 御仕舞   | 11       | 近未来飛行艇 feat.GA-HA-                             | 2023年8月16日 | MLE Music shop |
| 1st | 御仕舞   | 12       | ランドマーク(Acoustic Ver.)                          | 2023年8月16日 | MLE Music shop |

## オフィシャルファンクラブ
- 劇団6番シード オフィシャルファンクラブ「Dear Friends」（2014年6月15日 - 2016年9月16日）
- オッドエンタテインメント 栗生みなオフィシャルファンクラブ「Mina Kuryu Official Fan Club『meteor』（ミーティア：「流れ星」という意味）」（2016年10月1日 - 2023年1月31日）